# パートタイム裁判官
『パートタイム裁判官』（パートタイムさいばんかん）は、2005年から2007年までTBS系で放送されたテレビドラマシリーズ。全2回。主演は水谷豊。
放送枠は「月曜ミステリー劇場」（第1作）、「月曜ゴールデン」（第2作）。
非常勤裁判官とは、経験5年以上の弁護士が週に一度だけ裁判官になる制度で、2004年（平成16年）から実施されている。
主人公は非常勤裁判官の男性弁護士であり、彼が様々な事件に立ち向かうドラマとなっている。

## 登場人物

### 主人公と家族
成田望
演 - 水谷豊
パートタイム（非常勤）裁判官として民事調停を担当している弁護士。
法曹の一元化を考えていたときに柚子から「非常勤裁判官募集」の話を聞き応募したら登用され「非常勤裁判官」になる（第1作）。
弁護士のときは普通のスーツで、裁判官のときは派手なチェックのスーツにして気持ちを切り換えている。犬が苦手。
成田柚子
演 - 床嶋佳子
望の妻。判事。地方勤務のため望と顔を合わせるのも1週間に1回程度（第1作）。
松木咲子
演 - 大空眞弓
柚子の母。
松木辰蔵
演 - 藤岡琢也（第1作）
柚子の父。植木屋。植木屋の跡継ぎがいないから早く孫を作って欲しいと思っている。
藤岡琢也は2006年10月20日に死去したため、第2作では地方に出張中という設定。

### その他
前島勝也
演 - 田山涼成
判事。
篠山
演 - 市川勇
事務官。
黒田
演 - 平野稔
ベテラン調停委員。
白河葉子
演 - 池田道枝
ベテラン調停委員。
豊田
演 - 片桐竜次
調布西警察署の刑事。望の知り合い。

### ゲスト
第1作「悪臭騒ぎが殺人を呼ぶ!? 庭先に隠された謎に怯える母子!! トラブルの裏に住民の哀しい過去が…二つの顔を持つ男が真相を暴く!!」（2005年）
- 野瀬志摩子（若杉の隣人） - 筒井真理子
- 佐倉朱美（佐倉の妻・スーパーのパート） - 舟木幸
- 佐倉昭弘 - 大高洋夫
- 山岡（刑事） - 朝倉伸二
- 村山（房総出版 編集長・若杉の元上司） - 増田由紀夫
- 川井（裁判長） - 山西道広
- 野瀬浩介（志摩子の夫・半年前死亡） - 吉満涼太
- 中村（佐倉の担当弁護士） - 望月太郎
- 佐倉貴代（佐倉の母） - 山本与志恵
- 小沢啓太 - 益富信孝
- 青山孝雄 - 草薙良一
- 青山秀子（青山の妻） - 小柳友貴美
- 篠原真澄 - 那須佐代子
- 漁師 - 嶋崎伸夫、内藤浩次、鈴木健介
- 房総出版 社員 - 松岡みゆき
- 野瀬明雄（野瀬と志摩子の息子・不登校） - 染谷将太
- 佐倉太一（佐倉と朱美の息子） - 松下将也
- 食堂店主 - 斎藤清六
- 主婦 - 阪上和子
- 若杉恵一（若杉と香織の息子・2年前崖から転落事故死） - 浅野順平
- 若杉香織（若杉の妻） - 一色彩子
- 若杉秀人（翻訳家） - 三浦浩一
- 千田孝康、井上智之

第2作「ご近所トラブルが殺人事件を呼ぶ!! 悪臭ゴミにペットの放し飼い…死体が語る崩壊した家族の過去とは!?」（2007年）
- 横山周造（家具製造業・元証券会社サラリーマン） - 小野武彦
- 河島美都子（横山の元妻・仲居） - 仁科亜季子
- 柳田（窃盗事件の被告人） - 石井洋祐
- 柳田時枝（柳田の妻・配送会社パート） - 駒塚由衣
- 石川（司法書士） - 丸岡奨詞
- 井上（タクシー運転手） - 山口良一
- 英恵（横山の隣人） - 川俣しのぶ
- 関口昌則（動物病院院長） - 遠山俊也
- 神山博史（心理療法博士） - 岩崎ひろし
- 怜子 - 山下容莉枝
- 横山優美（横山と美都子の娘・看護師） - 小出由華
- 横山浩之（横山と美都子の息子） - 森脇史登
- 柳下季里

## スタッフ
- 脚本 - 石原武龍
- 監督 - 吉川一義
- 法律監修 - 高山俊吉
- 技術協力 - オーエイギャザリング
- プロデューサー - 石川好弘、赤司学文（第2作）
- 制作 - TBS、オセロット

## 放送日程
| 話数 | 放送日        | サブタイトル | 脚本     | 監督     |
| ---- | ------------- | --- | -------- | -------- |
| 1    | 2005年1月31日 | 悪臭騒ぎが殺人を呼ぶ!? 庭先に隠された謎に怯える母子!! トラブルの裏に住民の哀しい過去が…二つの顔を持つ男が真相を暴く!! | 石原武龍 | 吉川一義 |
| 2    | 2007年5月15日 | ご近所トラブルが殺人事件を呼ぶ!! 悪臭ゴミにペットの放し飼い…死体が語る崩壊した家族の過去とは!?                        | 石原武龍 | 吉川一義 |